# 孫楚
孫 楚（そん そ、 生年不詳 - 293年）は、中国三国時代および西晋の政治家・武将。字は子荊。并州太原郡中都県の人。祖父は孫資。父は孫宏。子は孫衆・孫洵・孫纂。孫は孫盛（孫洵の子）・孫統・孫綽（孫纂の子）など。曾孫は孫騰・孫登（孫統の子）。『晋書』に伝がある。

## 経歴
祖父の孫資は魏の重臣である。父の孫宏は同じく魏に仕えて南陽太守になったという。
若くから卓越した才能があったが、自分の能力を誇るところがあり、周囲の評判はよくなかった。ただし、同郷の王済とは親しかった。王済は大中正に孫楚の人物評を求められると「天才にして知識が広く、群を抜いて優れています」と推薦している。あるとき、孫楚は自分の妻のために王済が衣服を贈ってくれたことに感動し、王済のために詩を作って返答とした。王済は孫楚の詩を賞賛した。
40歳を過ぎてようやく魏に仕え、揚州の対呉の最前線を守る鎮東将軍の石苞の参軍事となる。あるとき、魏の実権を握る司馬昭は呉へ降伏の使者を遣わしたことがあったが、このとき石苞の命令で呉への降伏勧告状を作成した。
西晋が成立すると引き続き仕え、著作郎になった後、驃騎将軍に出世していた石苞の参軍として再び揚州の対呉の最前線に赴いた。孫楚は自身の才能を鼻にかけ、石苞を見下すような態度をとるようになったので、石苞も反発し、孫楚が呉の人間と同調して晋を批判していると弾劾するなど、両者は数年に亘り対立し、司馬炎（武帝）もその仲裁に気苦労したという。呉の丁奉の策略もあって、石苞は洛陽に召還された。また、同郷の郭奕とも対立していたとされる。
その後、征西将軍になっていた旧知の扶風王司馬駿に招かれ、その参軍となった。その後、梁の令となり、衛将軍の司馬に転任した。
あるとき、龍が武庫の井戸の中に現れたという報告があった。群臣達はそれが瑞祥と信じてそろって敬賀したが、孫楚は井戸の中の龍は、英才が用いられていないという意味だと解釈し、奸臣を遠ざけるよう諫言した。
恵帝の初年に馮翊太守となり、元康3年（293年）に死去した。

## 漱石枕流
『晋書』、『世説新語』俳調編などに、若き日の孫楚の逸話が伝わっている。
孫子荊（孫楚）がまだ仕官する前、王武子（王済）に対して隠遁したいと思い「石を枕にして、川の流れで（口を）漱ぎたい（枕石漱流、そのような自然の中での暮らしの意味）」と言おうとしたところ、うっかり「石で漱ぎ、流れを枕にしたい（漱石枕流）」と言い間違えてしまった。すかさず王武子に「流れを枕にできるか、石で口を漱げるか」と突っ込まれると、孫子荊は「枕を流れにしたいというのは、汚れた俗事から耳を洗いたいからで、石で漱ぐというのは、汚れた歯を磨こうと思ったからだよ」と言い訳し、王武子はこの切り返しを見事と思った。感心する意味で「流石」と呼ぶのは、この故事が元という説があるという。
孫楚の言い訳は、かつて隠者の許由が、帝位を譲ろうとした堯の申し出を断った後、「汚らわしいことを聞いた」と耳を漱いだ故事を踏まえたものといわれている。
また、日本の明治時代の小説家の夏目金之助の号である漱石は、孫楚の故事に由来する。
同じく『世説新語』によると、孫楚は他人に頭を下げることのできない人物だったが、ただ王済には敬服していた。王済に先立たれると、葬儀には遅れて現れたが、棺にすがって慟哭する様に、参列者はみな涙を流した。孫楚は「生前君は私の驢馬の鳴きまねがうまいのをほめておられたから、今生の別れに一つやってみよう」と言い、鳴きまねをしてみせると、それが本物そっくりだったので、参列者達は笑った。孫楚は参列者をにらみつけ、「このような立派な人が先だって、おまえたちのような奴らが生き残るとは」と言ったという。また、『語林』によると、孫楚の態度に他の客達はみな怒ったという。